# Mohamed Ould Abdel Aziz
Mohamed Ould Abdel Aziz (ook geschreven als Muhammad Abdel-‘Aziz, Ould Abdelaziz; Akjoujt, 20 december 1956) is een Mauritaans politicus. Tussen 2009 tot 2019 was hij de president van Mauritanië.

## Biografie
Aziz ging in 1977 bij het leger, en maakte hier snel promotie. Hij hielp met de oprichting van de BASEP, die tot doel had de president te beschermen. Hij speelde hij een belangrijke rol bij het onderdrukken van een staatsgreep in juni 2003 en een militaire opstand in augustus 2004. Voor zijn rol bij het tegenhouden van die laatste opstand kreeg hij de hoogste militaire onderscheiding van Mauritanië.
Ondanks dat hij de coup in 2003 tegenhield, werkte Aziz wel mee aan de staatsgreep van augustus 2005, waarbij president Maaouya Ould Sid'Ahmed Taya werd afgezet. Deze coup werd geleid door Ely Ould Mohamed Vall, maar Aziz zou een van de sleutelfiguren zijn geweest bij het daadwerkelijk uitvoeren ervan. Aziz werd tijdens de coup door Westerse media omschreven als een leider van een Nasseristengroep.
Op 30 augustus 2007 werd Aziz door president Sidi Ould Cheikh Abdallahi benoemd tot Chef d'Etat-major particulier du Président de la République. Binnen het leger kreeg hij de rang van generaal. In februari 2008 was hij de persoonlijke gezant van de president tijdens het staatsbezoek van koning Mohammed VI van Marokko. In juni 2008 ontstond echter wederom politieke onrust, die in augustus dat jaar leidde tot een nieuwe coup. Ook hierbij speelde Aziz een rol.
Na deze tweede coup werd Aziz op 6 augustus 2008 benoemd tot president van de hoge raad. Als president van de hoge raad beloofde Aziz dat er dat jaar nog vrije en eerlijke presidentsverkiezingen zouden worden gehouden, waarbij hij zichzelf ook kandidaat stelde. Om zichzelf kandidaat te kunnen stellen moest hij echter aftreden als hoofd van de hoge raad, wat hij op 15 april 2009 deed. Tot de verkiezingen werd Ba Mamadou Mbare benoemd tot waarnemend president, maar volgens de oppositie hield Aziz achter de schermen de werkelijke macht in handen. Aziz won de presidentsverkiezingen met 52,58% van de stemmen. Op 5 augustus 2009 werd hij geïnaugureerd.
In juni 2014 werd hij met 80% van de stemmen herkozen. De oppositie deed niet mee aan de verkiezingen en de opkomst bleef steken op 56%. Vijf jaar later werd hij opgevolgd door Mohamed Ould Ghazouani.
In oktober 2023 eiste de aanklager twintig jaar gevangenisstraf met inbeslagname van de eigendommen van Mohamed Ould Abdel Aziz.